# 소송종료선언
소송종료선언(訴訟終了宣言)은 종국판결로 계속중이던 소송이 유효하게 종료됨을 확인선언하는 것이다.

## 소송종료선언의 사유
1. 소 또는 상소취하로 소송이 종료된 후 그 부존재 또는 무효를 주장하며 기일지정신청을 하는 경우
2. 청구의 포기·인낙, 재판상 화해로 소송이 종료된 후 그 무효를 주장하며 기일지정을 신청을 하는 경우
3. 소송계속중 당사자 일방의 지위를 상속 등에 의하여 다른 일방이 승계한 경우 또는 이혼소송에서 당사자 일방이 사망한 경우
4. 확정판결, 청구의 포기·인낙, 재판상 화해, 소취하 등에 의한 소송종료에도 불구하고 법원이 이를 간과하고 소송심리를 진행한 경우